# جيفوريك بوغوسيان
جيفوريك بوغوسيان (من مواليد 13 مارس 1984 في يريفان، أرمينيا) هو رافع الأرمنية. فاز بميدالية ذهبية في بطولة رفع الأثقال الأوروبية عام 2010.

## الروابط الخارجية
- جيفوريك بوغوسيان على موقع مشروع نتائج رفع الأثقال الدولية (الإنجليزية)
- جيفوريك بوغوسيان على موقع IAT Database Weightlifting (الألمانية)
- Gevorik Poghosyan at Lift Up